# RWS IJsselmeergebied
RWS IJsselmeergebied is de regionale dienst van de Rijkswaterstaat, die werkt in de provincie Flevoland en het gehele IJsselmeer, het Markermeer en de Randmeren.
Het beheersgebied omvat het landelijk hoofdwegennet en het water- en scheepvaartbeheer op het hoofdvaarwegennet in deze provincie en genoemde wateren alsmede de Afsluitdijk.
In het Ondernemingsplan 2015 is aangekondigd dat RWS IJsselmeergebied per 1 januari 2013 zal samengaan met RWS Utrecht tot een dienst RWS Midden-Nederland.

## Geschiedenis van de organisatie
De voorloper van de dienst - de directie Flevoland - is ontstaan op 1 januari 1989 uit de fusie van de toenmalige directie Zuiderzeewerken en Rijksdienst voor de IJsselmeerpolders. Op 1 januari 1995 werd de naam van de directie veranderd in directie IJsselmeergebied om tot uiting te brengen dat het beheersgebied aanzienlijk groter was dan de provincie Flevoland. Tot 1 oktober 2004 werd gesproken over de directie IJsselmeergebied, daarna over de dienst Rijkswaterstaat IJsselmeergebied. De namen van de organisatie waren dus:
| Sinds:         | Naam van de organisatie   | Gebied |
| -------------- | ------------------------- | ------ |
| 1 jan 1989     | directie Flevoland        |        |
| 1 januari 1995 | directie IJsselmeergebied |        |
| 1 oktober 2004 | RWS IJsselmeergebied      |        |